# András Schäfer
András Schäfer (Szombathely, 13 april 1999) is een Hongaars voetballer die doorgaans speelt als middenvelder. In januari 2022 verruilde hij Dunajská Streda voor Union Berlin. Schäfer maakte in 2020 zijn debuut in het Hongaars voetbalelftal.

## Clubcarrière
Schäfer speelde in de jeugd van Szombathelyi Haladás en stapte over naar MTK Boedapest. Op 1 april 2017 maakte hij zijn professionele debuut, toen op bezoek bij Gyirmót met 1–0 verloren werd door een doelpunt van András Simon. De middenvelder begon op de reservebank, maar mocht na eenenzestig minuten invallen. In het eerste seizoen dat Schäfer in de hoofdmacht speelde, degradeerde de club naar de Nemzeti Bajnokság II. Op dit niveau speelde hij achtentwintig competitiewedstrijden met daarin vier doelpunten. Op het tweede niveau werd MTK Boedapest kampioen, waardoor de club weer promoveerde.
Schäfer verkaste in januari 2019 voor circa één miljoen euro naar Genoa, waar hij zijn handtekening zette onder een verbintenis voor de duur van drieënhalf jaar. Na een half seizoen zonder optredens huurde Chievo Verona hem. Ook daar kwam hij niet aan spelen toe en in januari 2020 was het de beurt aan Dunajská Streda om hem op huurbasis over te nemen. Schäfer maakte in september 2020 definitief de overstap naar de Slowaakse club, waar hij voor vier seizoenen tekende. Voor een bedrag van één miljoen euro ging Schäfer in januari 2022 naar Union Berlin.

## Clubstatistieken
| Seizoen | Club              | Competitie           | Competitie | Competitie | Beker | Beker | Internationaal | Internationaal | Totaal | Totaal |
| Seizoen | Club              | Competitie           | Wed.       | Dlp.       | Wed.  | Dlp.  | Wed.           | Dlp.           | Wed.   | Dlp.   |
| ------- | ----------------- | -------------------- | ---------- | ---------- | ----- | ----- | -------------- | -------------- | ------ | ------ |
| 2016/17 | MTK Boedapest     | Nemzeti Bajnokság    | 2          | 0          | 0     | 0     | —              | —              | 2      | 0      |
| 2017/18 | MTK Boedapest     | Nemzeti Bajnokság II | 28         | 4          | 4     | 0     | —              | —              | 32     | 4      |
| 2018/19 | MTK Boedapest     | Nemzeti Bajnokság    | 14         | 1          | 0     | 0     | —              | —              | 14     | 1      |
| 2018/19 | Genoa             | Serie A              | 0          | 0          | 0     | 0     | —              | —              | 0      | 0      |
| 2019/20 | → Chievo Verona   | Serie B              | 0          | 0          | 0     | 0     | —              | —              | 0      | 0      |
| 2019/20 | → Dunajská Streda | Fortuna Liga         | 8          | 0          | 3     | 1     | —              | —              | 11     | 1      |
| 2020/21 | Dunajská Streda   | Fortuna Liga         | 27         | 0          | 1     | 0     | 3              | 0              | 31     | 0      |
| 2021/22 | Dunajská Streda   | Fortuna Liga         | 17         | 3          | 0     | 0     | 2              | 0              | 19     | 3      |
| 2021/22 | Union Berlin      | Bundesliga           | 8          | 1          | 1     | 0     | —              | —              | 9      | 1      |
| 2022/23 | Union Berlin      | Bundesliga           | 16         | 0          | 2     | 0     | 5              | 0              | 23     | 0      |
| 2023/24 | Union Berlin      | Bundesliga           | 20         | 1          | 0     | 0     | 0              | 0              | 20     | 1      |
| 2024/25 | Union Berlin      | Bundesliga           | 26         | 1          | 2     | 0     | —              | —              | 28     | 1      |
| Totaal  | Totaal            | Totaal               | 166        | 11         | 13    | 1     | 10             | 0              | 189    | 12     |

Bijgewerkt op 18 juni 2025.

## Interlandcarrière
Schäfer maakte zijn debuut in het Hongaars voetbalelftal op 3 september 2020, toen door een doelpunt van Dominik Szoboszlai met 0–1 gewonnen werd op bezoek bij Turkije. Schäfer begon aan het duel als reservespeler, maar van bondscoach Marco Rossi mocht hij na een uur spelen als invaller voor Dávid Sigér het veld betreden voor zijn eerste interlandoptreden. Op 4 juni 2021, tijdens zijn vijfde interland, kwam de middenvelder voor het eerst tot scoren. Op die dag opende hij de score tijdens een vriendschappelijke wedstrijd tegen Cyprus. Er zou uiteindelijk geen doelpunt meer vallen en Schäfer speelde de gehele wedstrijd.
In juni 2021 werd Schäfer door Rossi opgenomen in de Hongaarse selectie voor het uitgestelde EK 2020. Op het toernooi werd Hongarije uitgeschakeld in de groepsfase na een nederlaag tegen Portugal (0–3) en gelijke spelen tegen Frankrijk (1–1) en Duitsland (2–2). Schäfer speelde in alle drie de wedstrijden mee en scoorde tegen Duitsland.
Schäfer werd in mei 2024 door Rossi opgenomen in de selectie van Hongarije voor het EK 2024 in Duitsland. Hongarije werd in de groepsfase uitgeschakeld na nederlagen tegen Zwitserland (1–3) en Duitsland (2–0) en een overwinning op Schotland (0–1). Schäfer kwam op het EK in alle duels in actie. Zijn toenmalige clubgenoten Josip Juranović (Kroatië) en Frederik Rønnow (Denemarken) waren ook actief op het toernooi.
| Interlands van Amdrás Schäfer voor Hongarije | Interlands van Amdrás Schäfer voor Hongarije | Interlands van Amdrás Schäfer voor Hongarije | Interlands van Amdrás Schäfer voor Hongarije | Interlands van Amdrás Schäfer voor Hongarije | Interlands van Amdrás Schäfer voor Hongarije | Interlands van Amdrás Schäfer voor Hongarije |
| №                                            | Datum                                        | Wedstrijd                                    | Uitslag                                      | Competitie                                   | Goals                                        |                                              |
| Als speler bij Dunajská Streda               | Als speler bij Dunajská Streda               | Als speler bij Dunajská Streda               | Als speler bij Dunajská Streda               | Als speler bij Dunajská Streda               | Als speler bij Dunajská Streda               | Als speler bij Dunajská Streda               |
| -------------------------------------------- | -------------------------------------------- | -------------------------------------------- | -------------------------------------------- | -------------------------------------------- | -------------------------------------------- | -------------------------------------------- |
| 1                                            | 3 september 2020                             | Turkije – Hongarije                          | 0 – 1                                        | Nations League 2020/21                       |                                              |                                              |
| 2                                            | 11 oktober 2020                              | Servië – Hongarije                           | 0 – 1                                        | Nations League 2020/21                       |                                              |                                              |
| 3                                            | 14 oktober 2020                              | Rusland – Hongarije                          | 0 – 0                                        | Nations League 2020/21                       |                                              |                                              |
| 4                                            | 15 november 2020                             | Hongarije – Servië                           | 1 – 1                                        | Nations League 2020/21                       |                                              |                                              |
| 5                                            | 4 juni 2021                                  | Hongarije – Cyprus                           | 1 – 0                                        | Vriendschappelijk                            | 36'                                          |                                              |
| 6                                            | 8 juni 2021                                  | Hongarije – Ierland                          | 0 – 0                                        | Vriendschappelijk                            |                                              |                                              |
| 7                                            | 15 juni 2021                                 | Hongarije – Portugal                         | 0 – 3                                        | EK 2020                                      |                                              |                                              |
| 8                                            | 19 juni 2021                                 | Hongarije – Frankrijk                        | 1 – 1                                        | EK 2020                                      |                                              |                                              |
| 9                                            | 23 juni 2021                                 | Duitsland – Hongarije                        | 2 – 2                                        | EK 2020                                      | 68'                                          |                                              |
| 10                                           | 2 september 2021                             | Hongarije – Engeland                         | 0 – 4                                        | WK 2022 kwalificatie                         |                                              |                                              |
| 11                                           | 8 september 2021                             | Hongarije – Andorra                          | 2 – 1                                        | WK 2022 kwalificatie                         |                                              |                                              |
| 12                                           | 9 oktober 2021                               | Hongarije – Albanië                          | 0 – 1                                        | WK 2022 kwalificatie                         |                                              |                                              |
| 13                                           | 12 oktober 2021                              | Engeland – Hongarije                         | 1 – 1                                        | WK 2022 kwalificatie                         |                                              |                                              |
| 14                                           | 12 november 2021                             | Hongarije – San Marino                       | 4 – 0                                        | WK 2022 kwalificatie                         |                                              |                                              |
| 15                                           | 15 november 2021                             | Polen – Hongarije                            | 1 – 2                                        | WK 2022 kwalificatie                         | 37'                                          |                                              |
| Als speler bij Union Berlin                  |                                              |                                              |                                              |                                              |                                              |                                              |
| 16                                           | 24 maart 2022                                | Hongarije – Servië                           | 0 – 1                                        | Vriendschappelijk                            |                                              |                                              |
| 17                                           | 29 maart 2022                                | Noord-Ierland – Hongarije                    | 0 – 1                                        | Vriendschappelijk                            |                                              |                                              |
| 18                                           | 4 juni 2022                                  | Hongarije – Engeland                         | 1 – 0                                        | Nations League 2022/23                       |                                              |                                              |
| 19                                           | 7 juni 2022                                  | Italië – Hongarije                           | 2 – 1                                        | Nations League 2022/23                       |                                              |                                              |
| 20                                           | 14 juni 2022                                 | Engeland – Hongarije                         | 0 – 4                                        | Nations League 2022/23                       |                                              |                                              |
| 21                                           | 23 september 2022                            | Duitsland – Hongarije                        | 0 – 1                                        | Nations League 2022/23                       |                                              |                                              |
| 22                                           | 26 september 2022                            | Hongarije – Italië                           | 0 – 2                                        | Nations League 2022/23                       |                                              |                                              |
| 23                                           | 22 maart 2024                                | Hongarije – Turkije                          | 1 – 0                                        | Vriendschappelijk                            |                                              |                                              |
| 24                                           | 26 maart 2024                                | Hongarije – Kosovo                           | 2 – 0                                        | Vriendschappelijk                            |                                              |                                              |
| 25                                           | 4 juni 2024                                  | Ierland – Hongarije                          | 2 – 1                                        | Vriendschappelijk                            |                                              |                                              |
| 26                                           | 15 juni 2024                                 | Hongarije – Zwitserland                      | 1 – 3                                        | EK 2024                                      |                                              |                                              |
| 27                                           | 19 juni 2024                                 | Duitsland – Hongarije                        | 2 – 0                                        | EK 2024                                      |                                              |                                              |
| 28                                           | 23 juni 2024                                 | Schotland – Hongarije                        | 0 – 1                                        | EK 2024                                      |                                              |                                              |
| 29                                           | 7 september 2024                             | Duitsland – Hongarije                        | 5 – 0                                        | Nations League 2024/25                       |                                              |                                              |
| 30                                           | 10 september 2024                            | Hongarije – Bosnië en Herzegovina            | 0 – 0                                        | Nations League 2024/25                       |                                              |                                              |
| 31                                           | 11 oktober 2024                              | Hongarije – Nederland                        | 1 – 1                                        | Nations League 2024/25                       |                                              |                                              |
| 32                                           | 14 oktober 2024                              | Bosnië en Herzegovina – Hongarije            | 0 – 2                                        | Nations League 2024/25                       |                                              |                                              |
| 33                                           | 16 november 2024                             | Nederland – Hongarije                        | 4 – 0                                        | Nations League 2024/25                       |                                              |                                              |
| 34                                           | 19 november 2024                             | Hongarije – Duitsland                        | 1 – 1                                        | Nations League 2024/25                       |                                              |                                              |
| 35                                           | 20 maart 2025                                | Turkije – Hongarije                          | 3 – 1                                        | Nations League 2024/25                       | 25'                                          |                                              |
| 36                                           | 6 juni 2025                                  | Hongarije – Zweden                           | 0 – 2                                        | Vriendschappelijk                            |                                              |                                              |
| 37                                           | 10 juni 2025                                 | Azerbeidzjan – Hongarije                     | 1 – 2                                        | Vriendschappelijk                            |                                              |                                              |

Bijgewerkt op 18 juni 2025.

## Erelijst
| Nemzeti Bajnokság II | 1 | 2017/18 |